# ショーダウン・アット・シェイ
ショーダウン・アット・シェイ（Showdown at Shea）は、1972年から1980年まで、現在のWWEがWWWF、そしてWWFであった時代に、ニューヨークのシェイ・スタジアムで開催したビッグマッチの名称である。

## 試合結果

### 第1回大会 (1972年)
- 開催日 : 1972年9月30日
- 観客動員数 : 22,508人

- ○リトル・ビーバー&リトル・ルーイ vs ピー・ウィー・アダムス&ソニー・ボーイ・ヘイズ●

- ○エル・オリンピコ vs チャック・オコーナー●

- ○ジャック・ブリスコ vs ミスター・フジ●

- △ゴリラ・モンスーン vs アーニー・ラッド△

- ○チーフ・ジェイ・ストロンボー&ソニー・キング vs ルー・アルバーノ&ザ・スポイラー●

- NWA世界女子王座戦 -NWA World Women's Championship-

○ファビュラス・ムーラ (c) vs デビー・ジョンソン●
- WWWF世界ヘビー級王座戦 -WWWF World Heavyweight Championship-

△ペドロ・モラレス (c) vs ブルーノ・サンマルチノ△

### 第2回大会 (1976年)
- 開催日 : 1976年6月25日
- 観客動員数 : 32,000人

- ○イワン・プトスキー vs バロン・ミケル・シクルナ●

- △ホセ・ゴンザレス vs ケビン・サリバン△

- WWWF世界タッグ王座戦 -WWWF World Tag Team Championship-

○チーフ・ジェイ・ストロンボー&ビリー・ホワイト・ウルフ (c) vs ジ・エクスキューショナーズ（1号&2号）●
- 異種格闘技戦 -Boxer vs. Wrestler-

○アンドレ・ザ・ジャイアント vs チャック・ウェプナー●
- WWWF世界ヘビー級王座戦 -WWWF World Heavyweight Championship-

○ブルーノ・サンマルチノ (c) vs スタン・ハンセン●
- 異種格闘技戦 -Boxer vs. Wrestler-

△アントニオ猪木 vs モハメド・アリ△
この試合は会場内のビジョンで放映された

### 第3回大会 (1980年)
- 開催日 : 1980年8月9日
- 観客動員数 : 36,295人

- ○ザ・ハングマン vs レネ・グレイ●

- ○イワン・プトスキー vs ジョニー・ロッズ●

- ○アンヘル・マルヴィラ vs ホセ・エストラーダ●

- ○ファビュラス・ムーラ&ベヴァリー・シェイド vs キャンディ・マロイ&ペギー・リー●

- ○ドミニク・デヌーチ vs バロン・ミケル・シクルナ●

- ○グレッグ・ガニア vs リック・マグロー●

- ○パット・パターソン vs トーア・カマタ●

- WWFジュニアヘビー級王座戦 -WWF Junior Heavyweight Championship-

○藤波辰巳 (c) vs チャボ・ゲレロ●
- WWFマーシャルアーツヘビー級王座戦 -WWF World Martial Arts Heavyweight Championship-

○アントニオ猪木 (c) vs ラリー・シャープ●
- ○アンドレ・ザ・ジャイアント vs ハルク・ホーガン●

- WWFインターコンチネンタル王座戦 -WWF Intercontinental Championship-

●ケン・パテラ (c) vs トニー・アトラス○
パテラのカウントアウト負けのため王座移動はなし
- WWF世界タッグ王座戦 -WWF World Tag Team Championship-

●ワイルド・サモアンズ（アファ・アノアイ&シカ・アノアイ） (c) vs ボブ・バックランド&ペドロ・モラレス○
- スティール・ケージ・マッチ -Steel Cage Match-

○ブルーノ・サンマルチノ vs ラリー・ズビスコ●